# سرطان فولیکولار تیروئید
سرطان فولیکولار تیروئید یا کارسینوم فولیکولار تیروئید ۱۵ درصد از سرطان‌های تیروئید را شامل می‌شوند و معمولاً در خانم‌های بالای ۵۰ سال رخ می‌دهند.
از تیروگلوبولین (TG) می‌توان به عنوان یک نشانگر تومور برای سرطان فولیکولار تیروئید تمایز یافته استفاده کرد. سلول‌های فولیکولی سلول‌هایی در تیروئید هستند که مسئول تولید و ترشح هورمون تیروئید می‌باشند.

## درمان
درمان معمولاً با جراحی و ایزوتوپ‌های ید انجام می‌شود.

### درمان اولیه
- اگر در آزمایش‌های سیتولوژی سلول‌های فولیکولار دیده شود، معمولاً نیمی از تیروئید برداشته می‌شود و برای تشخیص بین آدنوم یا کارسینوم فولیکولار، بافت‌آسیب‌شناسی انجام می‌شود. در صورت تشخیص کارسینوم، کل تیروئید برداشته می‌شود و به دنبال آن درمان با ایزوتوپ‌های ید انجام می‌شود.
- درمان توسط ایزوتوپ‌های ید همواره پس از تیروئیدکتومی انجام می‌شود. در برخی موارد در صورت باقی ماندن شواهد بافت سرطانی در تست‌های سالیانه این درمان تکرار می‌شود.
  - از تیروئیدکتومی کم تهاجم در سالهای اخیر برای برداشتن ندولهای کوچک استفاده شده‌است.

### عود بیماری
بعضی مطالعات نشان داده‌اند که آزمایش تیروگلوبولین همراه با سونوگرافی گردن مؤثر تر از اسکن کل بدن می‌باشد. با این حال در ایالات متحده آمریکا به عنوان یک پروتکل، اسکن کل بدن به‌طور سالیانه از این بیماران به عمل می‌آید.

## گونه هرتل سل
سرطان تیروئید نوع هرتل سل معمولاً به عنوان گونه دیگری از کارسینوم فولیکولار تیروئید شناخته می‌شود. احتمال دوطرفه بودن، چند منشأئی و متاستاز به غدد لنفاوی در گونه هرتل سل بیش از نوع کارسینوم فولیکولار می‌باشد. مثل کارسینوم فولیکولار، در این نوع نیز برای سرطان بدون تهاجم از تیروئیدکتومی یک طرفه و برای نوع پیشرفته تر بیماری از تیروئیدکتومی کامل استفاده می‌شود.

## پیش آگهی
بقای پنج ساله بیماران مبتلا به سرطان فولیکولار تیروئید ۹۱ درصد و بقای ده ساله آنان ۸۵ درصد است.
به‌طور کلی پیش آگهی این سرطان و بقای ۵ ساله آن در مرحله ۱ و ۲، ۱۰۰ درصد، در مرحله ۳، ۷۱ درصد و در مرحله ۴، ۵۰ درصد می‌باشد.